# رئیس‌جمهور سری‌لانکا
رئیس‌جمهور سری‌لانکا (سینهالی: ශ්‍රී ලංකා ජනාධිපති شری لانکا جانادیپاتی ; تامیلی: இலங்கை ஜனாதிபதி) رئیس‌دولت و رئیس‌دولت جمهوری دموکراتیک سوسیالیستی سری‌لانکا است. رئیس‌جمهور رئیس اجرایی دولت اتحادیه و فرمانده کل نیروهای مسلح سری‌لانکا است. اختیارات، وظایف و وظایف دفاتر ریاست‌جمهوری قبلی، علاوه بر رابطه آنها با نخست‌وزیر و دولت سری‌لانکا، در طول زمان با اسناد مختلف قانون‌اساسی از زمان ایجاد این دفتر متفاوت بوده است. رئیس‌جمهور نخست‌وزیر سریلانکا را منصوب می‌کند و با رای اعتماد پارلمان سری‌لانکا نخست‌وزیر مورد تأیید قرار می‌گیرد.